# 象皮病

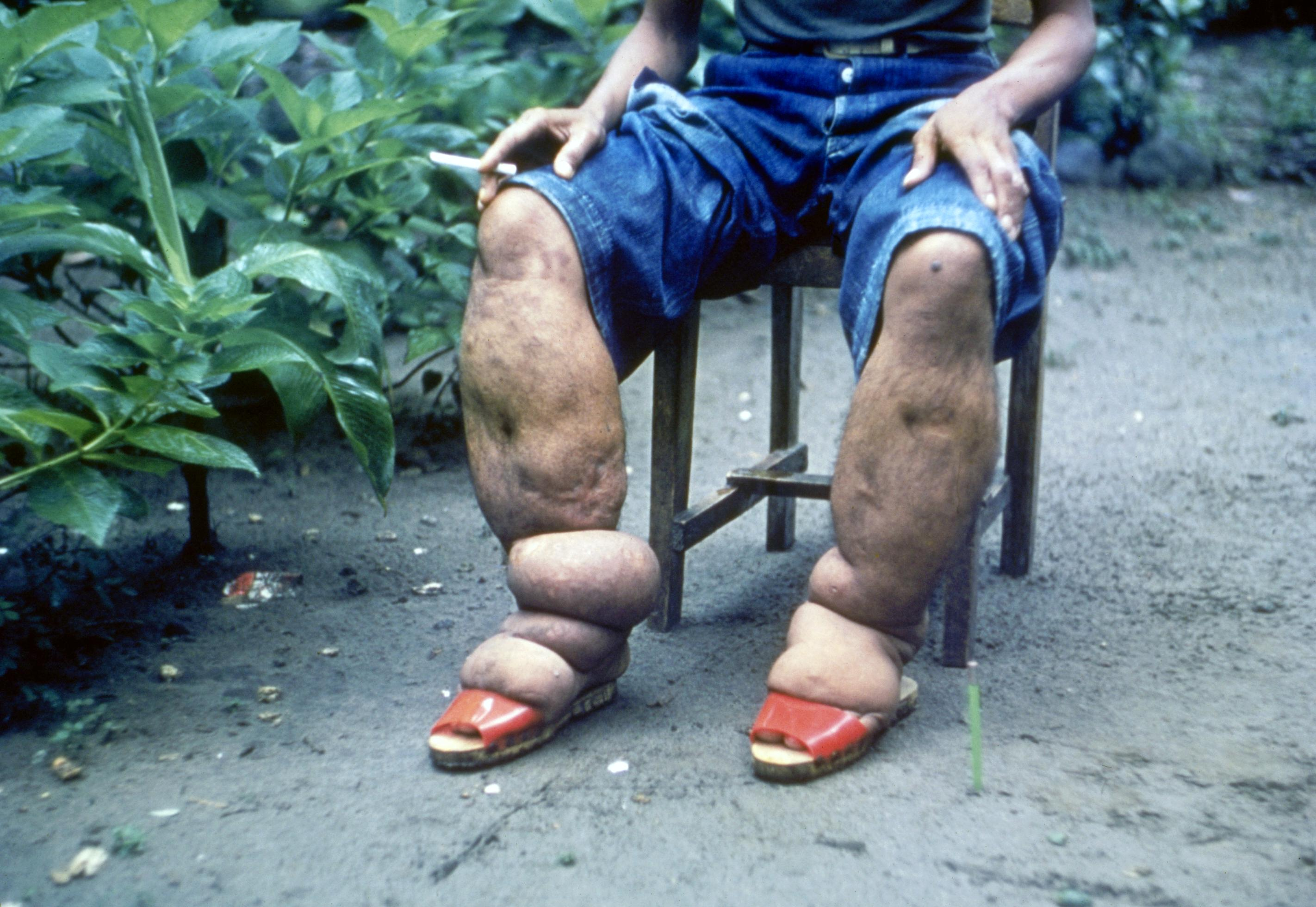
象皮病の患者。

象皮病（ぞうひびょう、Elephantiasis）あるいは象皮症（ぞうひしょう）とは主としてバンクロフト糸状虫などのヒトを宿主とするリンパ管・リンパ節寄生性のフィラリア類が寄生することによるフィラリア症による、後遺症の一つ。
身体の末梢部の皮膚や皮下組織の結合組織が著しく増殖して硬化し、ゾウの皮膚状の様相を呈するため、この名で呼ばれる。陰嚢、上腕、陰茎、外陰部、乳房などで発症しやすい。

## 概要

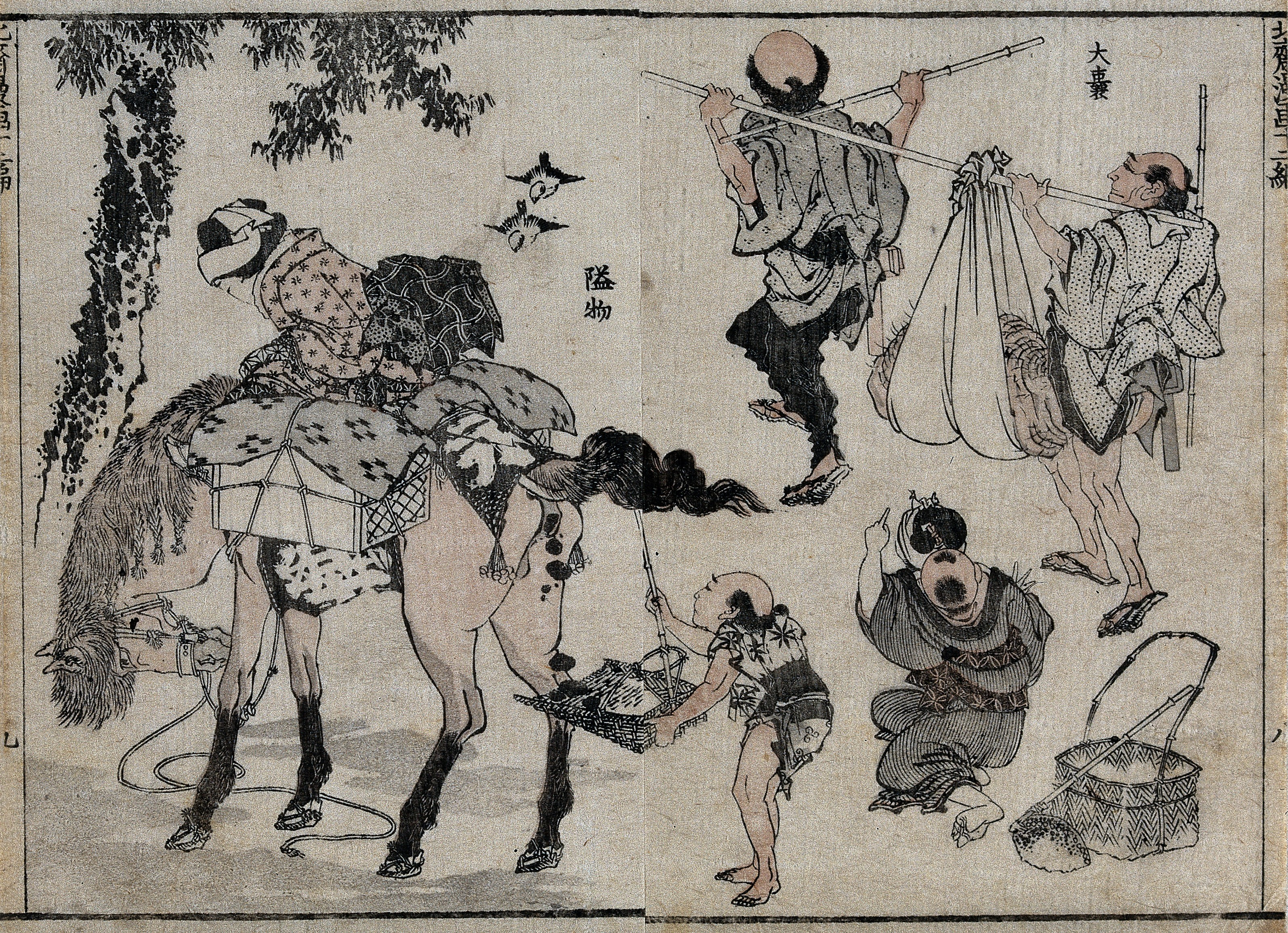
葛飾北斎による象皮病患者の浮世絵。右の男は陰嚢が巨大化し、2人がかりで担いでいる

フィラリアは線形動物門（線虫類）に属する寄生虫で、今日の日本ではヒト寄生性のフィラリアがほぼ根絶されているため、イヌ寄生性のフィラリアの方が有名になっている。しかし、ヒト寄生性のフィラリアは江戸時代には全国的に分布し、重大視される感染症の一つであった。稀にイヌ寄生性のフィラリアも人体に感染することがあるが、これは心臓寄生性であり、象皮病は起こさない。
フィラリア類の雌はミクロフィラリアと呼ばれる幼生を多量に産生し、これが末梢の毛細血管中に移行して媒介者である蚊に吸引され、他の宿主に運搬される。バンクロフト糸状虫などはリンパ管やリンパ節に成虫が寄生するため、雌の産んだミクロフィラリアは、まずリンパ管内に出現する。患者は急性症状として成虫やミクロフィラリアに起因するリンパ管やリンパ節の炎症を起こし、これが繰り返されることでリンパ管の閉塞や破裂が起こる。リンパ管の主要な機能は身体末梢部に毛細血管から供給される組織液の回収であるので、リンパ管の破壊が進行すると身体末梢部に組織液が滞留し、むくみ（浮腫）を生じる。この浮腫の刺激によって皮膚や皮下組織の結合組織が増殖して象皮病をきたすのである。
このように、象皮病の直接的な原因はフィラリアの寄生ではなく、リンパ管の破壊と、それによる組織液の滞留である。そのため、体内のフィラリアが既に死滅して感染自体は終結していても、この症状は進行する。むしろ重症の象皮病の患者の体内からは既にフィラリアは見られないことが多い。
また、フィラリアの感染によらず、乳癌などの手術によってリンパ管を破壊しても、象皮病を起こすことがある。

## 著名な症例
- 江戸時代に象皮病が日本に蔓延していたことは、葛飾北斎の画に象皮病の患者が描かれていることや、十返舎一九の『東海道中膝栗毛』に象皮病の症状のことを詠んだ歌があることからもうかがえる。
- 幕末の維新の志士である西郷隆盛は象皮病を患い、晩年は陰嚢が人の頭大に腫れ上がっていたという。藤田紘一郎の『空飛ぶ寄生虫』によると、西南戦争で自害し首のない西郷の死体を本人のものと特定させたのはこの巨大な陰嚢であったという。
- 2017年に体重約500kgのエジプト人女性の緊急減量手術が行われることとなったが、幼少期に象皮症を患い病状の進行とともに動けない状態になってしまったことが原因とされている[1]。